# 796 TCN
796 TCN là một năm trong lịch La Mã.